# Sestav dodekaedra in ikozaedra
V geometriji se sestav dodekaedra in ikozaedra lahko gleda kot stelacija poliedra ali kot sestav.

## Sestav
Lahko ga obravnavamo kot sestav ikozaedra in dodekaedra. Je eden izmed štirih sestavov, ki jih lahko naredimo iz platonskih teles ali Kepler-Poinsotovih poliedrov ter njihovih  dualov.
Ima ikozaedersko simetrijo (Ih) in enako razvrstitev oglišč kot rombski triakontaeder.

## Stelacija
Ta polieder je prva stelacija ikozidodekaedra, and given as Je prva stelacija kubooktaedra. Ima indeks 47 v Wenningerjevem modelu. 
Facete stelacije se izdelajo na naslednji način:

## Vir
- Wenninger, Magnus (1974). Polyhedron Models. Cambridge University Press. ISBN 0-521-09859-9.